# 서식스 공녀 릴리벳
릴리벳 "릴리" 다이애나 마운트배튼윈저(영어: Lilibet "Lili" Diana Mountbatten-Windsor, 2021년 6월 4일 ~ )는 영국 서식스 공작 해리 왕자와 부인 메건 사이에서 태어난 딸이다. 영국 왕위 계승 순위 제7위이다.
퍼스트네임 '릴리벳'은 증조 할머니 엘리자베스 2세 여왕의 애칭인 릴리벳을 따 지었으며, 미들네임 '다이애나'는 친할머니 웨일스 공작부인 다이애나의 이름을 따 지었다.
2023년 3월 3일 뒤늦게 미국 캘리포니아 집에서 성공회 LA 대주교인 존 H. 테일러(John H. Taylor)에게 세례를 받았으며, 대부는 미국 배우 겸 감독 타일러 페리이다.

## 칭호
영국 왕실법상 군주의 장손을 제외한 손주들의 자녀들은 왕자 및 공주가 될 수 없으며, "전하"(Royal Highness) 칭호 역시 가질 수 없다. 2021년 6월 기준, 증조 할머니 엘리자베스 2세가 아직 재임 중이기에 릴리가 이 경우에 해당한다.
증조 할머니 사후 할아버지인 찰스 3세가 재임하면서 2023년 3월 8일 해리 왕자 부부의 공식 대변인을 통해 공식적으로 '공주(Princess)'의 왕실 호칭을 사용할 것임을 알렸고, 영국 왕실도 3월 9일부로 영국 왕실 공식사이트에 '서식스 공녀 릴리벳(Princess Lilibet of Sussex)'이라고 공식적으로 호칭하였다.